# Галеано, Луис
Луис Мануэль Галеано Молина (исп. Luis Manuel Galeano Molina; 15 октября 1991, Халапа, Никарагуа) — никарагуанский футболист, нападающий клуба «ХИХ Экспорт Себако» и национальной сборной Никарагуа.

## Клубная карьера
Луис Галеано начал профессиональную карьеру в футбольном клубе родного города «Мунисипаль Халапа». За 2 сезона он принял участие в 67 матчах и отметился 34 голами.
В 2015 году перешёл в «Реал Эстели»
Летом 2019 года вернулся в «Мунисипаль Халапа».

## Международная карьера
В 2016 году Луис был вызван в национальную сборную, в составе которой прошёл отбор на Золотой кубок КОНКАКАФ 2017, проводившийся в США.
Был включён в состав сборной Никарагуа на Золотой кубок КОНКАКАФ 2019.

### Голы за сборную
| #  | Дата            | Соперник | Счёт | Итоговый счёт | Соревнование                          |
| -- | --------------- | -------- | ---- | ------------- | ------------------------------------- |
| 1. | 23 марта 2015   | Ангилья  | 1:0  | 5:0           | Отборочные матчи чемпионата мира 2018 |
| 2. | 4 сентября 2015 | Ямайка   | 3:0  | 3:2           | Отборочные матчи чемпионата мира 2018 |
| 3. | 15 марта 2016   | Панама   | 1:0  | 1:0           | Товарищеский матч                     |
| 4. | 25 марта 2018   | Куба     | 2:0  | 3:3           | Товарищеский матч                     |